# Hoogholtje

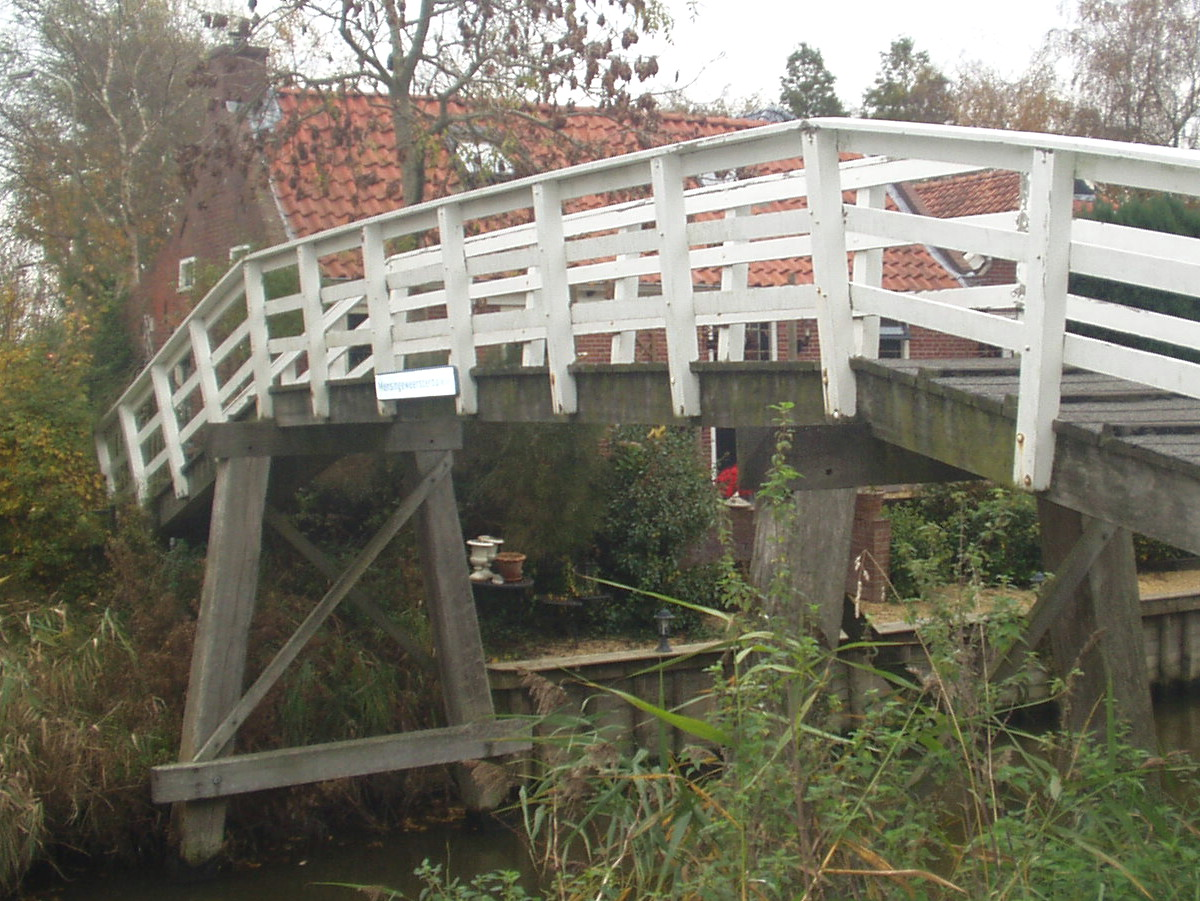
Hoogholtje in Mensingeweer.

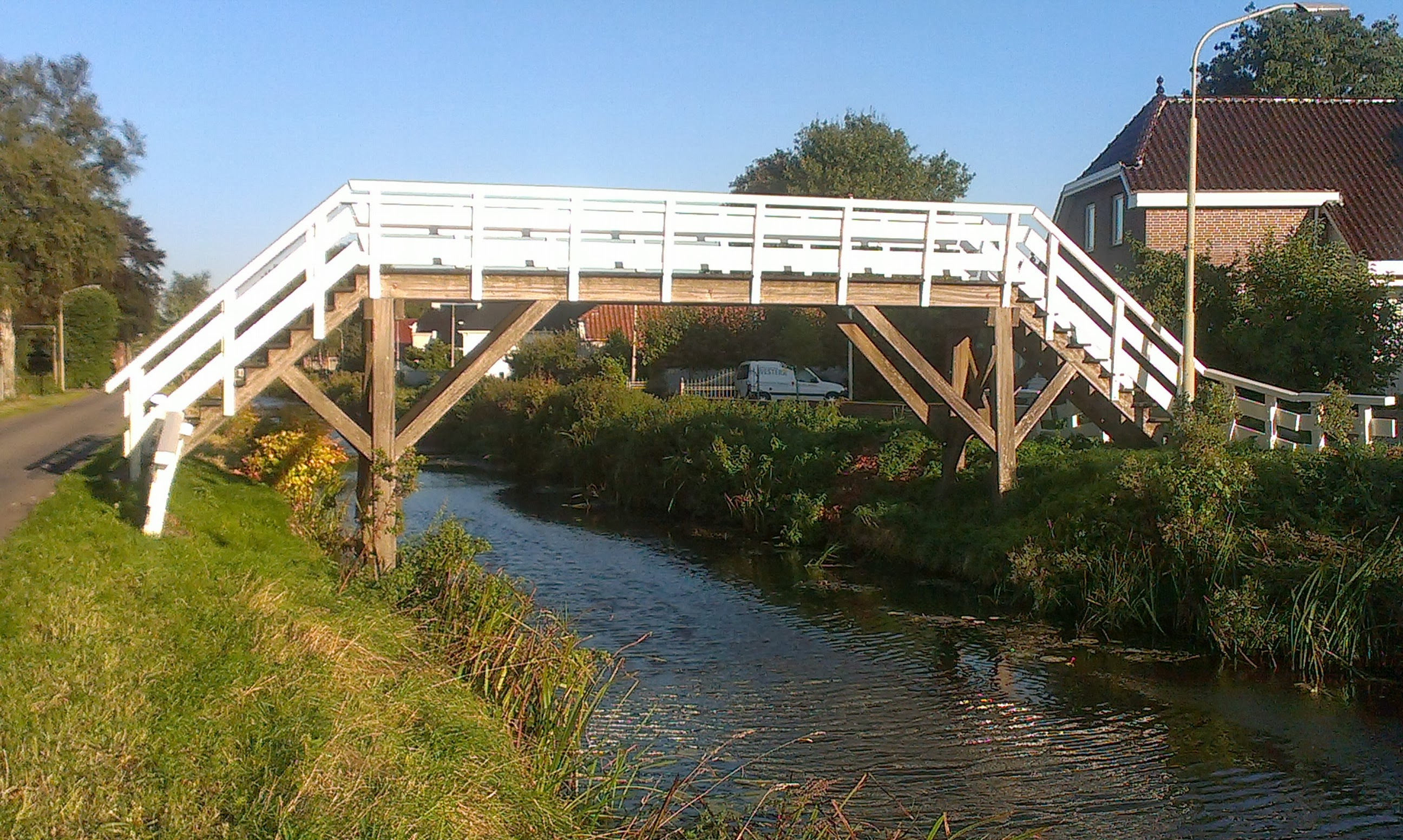
Hoogholtje over het Achterdiep in Sappemeer.

Een hoogholtje (soms verhollandst tot hooghout) is in de provincie Groningen de benaming voor een hoge vaste voetgangersbrug, hoog genoeg om schepen te laten passeren. Aan beide zijden bevindt zich een trap of steile opgang, vaak met dwarslatten. 
Omdat hoogholtjes ook wel van staal of beton gemaakt zijn spreekt men ook wel (voor de grap) van hoogiezertje of hoogbetonje.
Bekende hoogholtjes:
- Jeneverbrug in Winsum, die zijn naam te danken zou hebben aan het feit dat zich ooit aan beide zijden een café bevond.
- 't Balkje in Middelstum
- Mensingeweersterbalkje in Mensingeweer (in het Pieterpad)
- Menkeweersterholtje bij Onderdendam, voorheen deel van een kerkpad
- Baffelder Hoogholtje bij Baflo/Rasquert, over het Rasquerdermaar, onderdeel van het kerkpad.

## Hooghoudt
De naam van de Groningse drankfabrikant Hooghoudt is een cognaat. Het bedrijf heeft voor zijn vestiging ook een hoogholtje laten bouwen.